# Пленный (картина)
«Пленный» (англ. The Captive) — картина английского художника Джозефа Райта, написанная в 1774 году и хранящаяся в Художественной галерее Ванкувера. «Пленный Стерна» — крайне похожая картина, созданная Райтом в 1778 году и хранящаяся в Музее и художественной галерее Дерби.

## Описание
Картина описывает отчаяние путешественника, который оказывается заключённым в иностранной тюрьме. Сюжет картины основан на одноименной главе знаменитой книги Лоренса Стерна «Сентиментальное путешествие по Франции и Италии», где главный герой, Йоррик, оказывается заключенным в Бастилии за то, что потерял паспорт. Йоррика позже освобождают, потому что, судя по имени, принимают его за важную личность, а именно — придворного шута (Йорриком звали шута, упомянутого в трагедии Уильяма Шекспира «Гамлет»). Путешествие главного героя происходило в 1762 году, когда Великобритания воевала с Францией и заключение было реально возможным для путешественника из враждебной страны.

## История
Первую картину Джозеф Райт рисовал во время своего пребывания в Риме в 1774 году. По её завершении художник должен был отослать произведение в Великобританию. Упоминание в тогдашнем счёте, задокументированном Ллевеллин Джуиттом, показывает, что Джозеф Райт едва не добился права переправить её без налогов, однако позднее обстоятельства всё-таки вынудили его оформить перевод согласно государственному налогообложению.
В художественных кругах велись дискуссии относительно того, является ли заключенный римлянином. Также были споры по поводу того, что изображённому пленнику лучше бы было быть одетым.
С этой картины в 1779 году Томасом Райдером была сделана гравюра, опубликованная в 1786 году Джоном и Джозией Бойделами. Однако, ранние экземпляры гравюры в стиле меццо-тинто авторства Джона Рафаэля Смита, выполненной по заказу Джона Милнеса, вышли в свет ограниченным количеством в двадцать штук до того, как эстамп был уничтожен.